# Die Präsidenten
Die Präsidenten ist ein Schauspiel in drei Akten, sieben Bildern, das der Dramatiker Luis Zagler im Frühjahr 2019 für die Meraner FestSpiele geschrieben hat. Die Uraufführung erfolgte am 1. Juli 2019 in Meran auf dem Festspielareal oberhalb der Gärten von Schloss Trauttmansdorff. Anlass dazu war das Gedenkjahr 100 Jahre Pariser Friedensverträge – 100 Jahre Teilung Tirols – 100 Jahre Südtirol.

## Inhalt
Das Stück erzählt die Geschichte eines Mannes, der, wie er selbst sagt, dreißig Jahre seines Lebens damit verbracht hat, zurechtzurücken, was bei den „Pariser Friedensverhandlungen im Jahr 1919 durch die Zerreißung Tirols an Chaos entstanden ist.“ Die Dynamik des Stückes entwickelt sich aus der besonderen Lage der Hauptfigur: Als Politiker hat er sich dreißig Jahre lang mit den Folgen der Teilung Tirols auseinandergesetzt und dafür gekämpft, dem italienischen Staat Rechte für die deutsche Minderheit abzuringen. Aber so erfolgreich die Jahre der politischen Laufbahn waren, so sehr leidet er jetzt im Alter darunter, dass er von der nachgerückten politischen Elite übergangen wird.
In den Streitgesprächen innerhalb der Familie kommt seine ganze Verbitterung zum Ausdruck, doch so direkt und markant formuliert, wie sich eine angesehene politische Persönlichkeit nie äußern dürfte. Als bekannt wird, dass er bereits seit Jahrzehnten beschattet wurde, kommt es zum Eklat. Dem Skandal, den die Presse daraus macht, ist der Protagonist nicht mehr gewachsen. Seine Flucht vor dem Druck der Öffentlichkeit wird zur Flucht aus der Wirklichkeit und endet in einer Psychose. Er beginnt, Bilder zu sehen, die den politischen Konflikt seines Landes visualisieren, zugleich aber auch Symbolcharakter entfalten. Das Stück wird zur Parabel für Konflikte im Ringen von Minderheiten um ihre Rechte überall auf der Welt.
Der alternde Politiker, dessen Leistung plötzlich nicht mehr zählt, ist nicht imstande, dem Wandel der Zeit zu folgen. Seine Kinder wiederum können seine Auffassungen nicht länger teilen. Daraus entwickeln sich Konflikte, die durch die Verzahnung von Gesellschaftlichem und Privatem von öffentlicher Bedeutung werden.

## Handlung
Die Handlung beginnt mit einer Schimpftirade, in der der Politiker über sein Volk herzieht. Was ihn irritiert, ist der sorglose Umgang seines Volkes mit den hart errungenen Rechten als Minderheit, für die er dreißig Jahre seines Lebens gekämpft hat. Als wenig später bekannt wird, dass all seine Äußerungen abgehört wurden, kommt es zum Skandal, auf den der alternde Mann mit Flucht aus der Wirklichkeit reagiert. Er beginnt, Szenerien aus der Zeit nach dem Ersten Weltkrieg zu sehen. Die Bilderfolge mündet in eine Begegnung mit den Repräsentanten der Pariser Friedensverhandlungen von 1919: dem amerikanischen Präsidenten Woodrow Wilson, seiner Frau Edith White Bolling Galt Wilson, Frankreichs Präsidenten Georges Clemenceau und Großbritanniens Premierminister David Lloyd George. Doch die Fragen, die das Volk auf der Bühne den Präsidenten stellt, bleiben unbeantwortet. Das Stück endet mit einer subtilen Warnung des verdienten Politikers.

## Uraufführung
An der Produktion der Uraufführung waren mehr als 100 Personen beteiligt. Die Aufführungen fanden auf dem Festspielgelände oberhalb der Gärten von Schloss Trauttmansdorff statt, das im Besitz von Stift Stams ist und den Meraner Festspielen vom Deutschen Orden als Festspielareal zur Verfügung gestellt wurde. Schauplatz der Aufführung war, neben der großflächigen Bühne, auch der hoch aufragende Weinberg, wie auch die Dächer der Wirtschaftsgebäude.

## Historischer Hintergrund
Die Grenze am Brenner, die heute das Land Tirol in Nord- und Südtirol teilt, wurde 1919 im Friedensvertrag von Saint Germain von den alliierten Siegermächten festgelegt. Bis zu diesem Zeitpunkt war Tirol Teil des Habsburgerreiches. Dem von Nachschubschwierigkeiten und einer düsteren Vorahnung der Niederlage heraufbeschworenem Zusammenbruch der Habsburgischen Armee folgte 1918 die Kapitulation. Daraufhin konnten die Truppen des Königreichs Italien mitten in dem chaotisch verlaufenden Rückzug der habsburgischen Truppen im November 1918 in ein Land einmarschieren, das sie zuvor vergeblich versucht hatten zu erobern.
Den Anspruch auf den südlichen Teil Tirols sicherten sich die Vertreter des Königreichs Italien bereits vor Kriegseintritt im Rahmen eines 1915 mit der Entente in London ausgehandelten Geheimvertrags. Der aus der Provinz Trient stammende Ettore Tolomei lieferte mit seinen Thesen das theoretische Fundament, mit dem Italien seinen Anspruch auf Südtirol zu untermauern versuchte. Ettore Tolomei vertrat die Ansicht, dass Südtirol unverrückbar als italienisches Gebiet anzusehen sei, was historisch unhaltbar ist. Sein 1906 eingerichtetes Archivio per l’Alto Adige, in dem er auch sein berüchtigtes Handbuch mit rund 10.000 ins Italienische übersetzten Südtiroler Orts- und Flurnamen, das sogenannte Prontuario dei nomi locali dell’Alto Adige, anfertigten ließ, ist bis heute eine Provokation für die Südtiroler Bevölkerung.
Die Folgen der historischen Entscheidung, die durch den Friedensvertrag von Saint-Germain zur Realität wurden, sind noch immer reich an politischem Konfliktpotential. Auf die Unterdrückungspolitik der Faschisten in den 1920er und 1930er Jahren und die Wirren des Zweiten Weltkrieges folgte ein jahrzehntelanges, teils bis heute andauerndes Ringen um Autonomie für die deutschsprachige Bevölkerung im südlichen Tirol innerhalb des Nationalstaates. Dank der Beharrlichkeit von Politikern wie Silvius Magnago und Luis Durnwalder verfügt Südtirol heute über weitreichende Autonomierechte. Das mit Weitsicht ausverhandelte Südtiroler Autonomiestatut gilt inzwischen weltweit als beispielgebend für die Absicherung von Minderheitenrechten. Südtirol ist heute dank seiner Wirtschaftsleistung eine der reichsten Provinzen Italiens. Jedoch schwelt der Konflikt um Autonomierechte in der Region weiter und könnte jederzeit neu aufbrechen.

## Wirkung
Da die Uraufführung des Schauspiels im Gedenkjahr 100 Jahre Teilung Tirols erfolgte, führte sie in der Bevölkerung zu Diskussionen und zu reger Berichterstattung in den Medien. In den Reaktionen zur Aufführung wurden vor allem die „starken Bilder“ hervorgehoben, die der Autor fand, um die besondere Dramatik des Konflikts zu illustrieren. Eines der besonderen Bilder galt dem Streit um die Ortsnamengebung (Toponomastik). Diesen Streit in einer Commedia-dell’arte-Szene auf die Bühne zu bringen, amüsierte nicht nur das Publikum, sondern illustrierte gleichzeitig einen Konflikt, der Anfang der 1920er Jahre im Zusammenhang mit der Annexion Südtirols zunächst zwischen politisch gemäßigten und nationalistisch gesinnten Italienern ausgetragen wurde, inzwischen aber zu einem Dauerkonflikt zwischen deutschsprachiger Minderheit und Nationalstaat geworden ist.
In seinem Statement zur Uraufführung schrieb Regisseur Oliver Karbus: „Mit diesem neuen, großen Schauspiel beweist Luis Zagler, dass er der Dramatiker ist, der solch große Themen und Stoffe dramatisch umzusetzen und sprachlich auszuleuchten vermag. Dieser Dramatiker liebt die Menschen, über die er schreibt, das befruchtet alle seine Dialoge und Szenen. In seinem Stück ‚Die Präsidenten‘ geht es um nichts weniger als um die Frage, wie und ob wir mitsammen in Frieden leben können. Eine wesentlichere Frage lässt sich wahrscheinlich nicht stellen. Luis Zagler hat den Mut dazu. ‚Die Präsidenten‘ sind ein eindrucksvoller Beweis dafür.“ In den lokalen Medien war unter anderem Folgendes zu lesen: "Viele haben sich vor der Aufführung gefragt, wie ein solches Gedenkjahr in seiner Komplexität überhaupt auf der Bühne dargestellt werden kann. Doch dieser Dramatiker schafft es nicht nur, die Geschichte des Landes zu einem spannenden Bühnenerlebnis dramaturgisch aufzubereiten, sondern damit auch noch zu unterhalten und gleichzeitig Tiefsinniges zu vermitteln." „Der Dramatiker Luis Zagler hat in seinem neuesten Stück ‚große, starke Bilder‘ geschaffen. Die fand er in der Geschichte Tirols von den Pariser Verträgen 1919 bis heute, die kreierte er aber auch in der dramatischen Sequenz aus dem Leben des alten ‚Präsidenten‘ unseres Landes.“